# Apparato respiratorio degli insetti
L'apparato respiratorio degli Insetti è l'insieme delle strutture anatomiche coinvolte nel rifornimento dell'ossigeno ai tessuti.

## Aspetti generali
Il trasporto dell'ossigeno fino alle cellule differenzia nettamente gli Insetti dai Vertebrati. I Vertebrati affidano il trasporto interno dei gas alla circolazione sanguigna. L'apparato respiratorio ha perciò la funzione di aumentare la superficie dell'interfaccia di separazione fra la rete capillare sanguigna e l'ambiente esterno, sia con la respirazione branchiale sia con quella polmonare. 
Nella generalità degli Insetti il trasporto dell'ossigeno è affidato integralmente all'apparato respiratorio, che in questa funzione fisiologica si sostituisce alla rete capillare sanguigna, tipica dei Vertebrati, con una rete capillare propria. Fanno eccezione gli Insetti apneustici, privi di spiracoli tracheali, nei quali il ricambio dei gas è invece affidato alla respirazione cutanea e al trasporto con l'emolinfa.
L'apparato respiratorio degli Insetti riprende in parte la struttura metamerica del loro corpo, ma all'interno si risolve in una complessa e fitta rete di condotti che ha la finalità di trasportare l'ossigeno fino alle cellule. Gli organi fondamentali che formano l'apparato sono gli stigmi, le trachee e le tracheole.

## Stigma
Gli stigmi o spiracoli tracheali sono aperture tegumentali per mezzo delle quali la rete interna di trasporto comunica con l'ambiente esterno. Queste strutture anatomiche sono perciò un altro elemento di differenziazione fra Insetti e Vertebrati: negli Insetti l'apparato respiratorio non ha rapporti con quello digerente, in quanto gli alimenti e l'aria seguono vie d'ingresso nettamente distinte.
Gli stigmi sono primitivamente presenti in numero di due per ogni segmento con l'eccezione dei somiti cefalici. Negli Insetti esistenti sono al massimo 10 paia, di cui due toraciche e otto addominali, ma questo numero si riduce spesso fino ad annullarsi. Trattandosi di un carattere utile ai fini tassonomici, esiste una terminologia specifica per classificare gli insetti in funzione del numero di stigmi. La classificazione è riassunta nella tabella seguente.
| Denominazione insetti      | Numero di paia di stigmi | Numero di paia di stigmi | Numero di paia di stigmi |
| -------------------------- | ------------------------ | ------------------------ | ------------------------ |
| Denominazione insetti      | Torace                   | Addome                   | Totale                   |
| apneusti                   | 0                        | 0                        | 0                        |
| propneusti (oligopneusti)  | 1                        | 0                        | 1                        |
| metapneusti (oligopneusti) | 0                        | 1                        | 1                        |
| anfipneusti (oligopneusti) | 1                        | 1                        | 2                        |
| oligopneusti sensu lato    | 0-1                      | 0-3                      | 1-4                      |
| polipneusti                | 1-2                      | 4-8                      | 5-9                      |
| olopneusti                 | 2                        | 8                        | 10                       |
| iperpneusti                | 2                        | 9                        | 11                       |

Gli stigmi sono localizzati in genere sulla faccia laterale del segmento, a volte protetti all'interno di un solco o sotto uno sclerite. La forma e la struttura dello stigma cambia secondo il gruppo sistematico.
Negli Insetti meno evoluti sono delle semplici aperture in continuità con la trachea. Con l'evoluzione, gli stigmi si sono differenziati in strutture più complesse. In questo caso l'apertura è delimitata da un orlo sclerificato, detto peritrema, e all'interno si apre in una camera, detta atrio. L'apertura può disporre di un organo di chiusura, all'interno oppure all'esterno dell'atrio; l'apparato consiste in lobi sclerotizzati che, mossi da muscoli, combaciano occludendo completamente lo spiracolo in condizioni avverse. All'interno dell'atrio sono disposte setole incrociate che fungono da filtro.

## Trachee
Le trachee sono dei tubuli formati da invaginazioni del tegumento, di cui mantengono la stessa struttura istologica:
- uno strato interno di cuticola, detto intima;
- un epitelio semplice composto da cellule appiattite;
- una membrana basale.

La cuticola presenta degli ispessimenti, detti tenidi, che decorrono a spirale lungo la trachea. La funzione dei tenidi è quella di impedire l'occlusione delle trachee.
La struttura della rete di trachee cambia secondo il gruppo sistematico. In generale, da ogni stigma partono tre rami tracheali (uno dorsale, uno ventrale e uno centrale). Nei sistemi respiratori più primitivi la rete tracheale riproduce la struttura metamerica, ma con l'evoluzione si sviluppa la connessione longitudinale fra i sistemi tracheali dei singoli segmenti, fino ad avere una vera e propria rete anastomizzata. Negli Insetti più evoluti le trachee possono anche differenziare strutture più complesse, come ad esempio i sacchi aerei.
Nel corso dello sviluppo postembrionale, la cuticola delle trachee è rinnovata con la muta.

## Tracheole
Le tracheole sono tubuli di calibro inferiore rispetto alle trachee, ma ne mantengono la stessa struttura. Quelle più grandi sono anche fornite di tenidi, ma gli ispessimenti scompaiono con la riduzione del calibro. Ne consegue che la distinzione fra trachee e tracheole non è netta ed ha per lo più un valore formale. Le tracheole derivano da cellule di forma stelloidale chiamate tracheoblasti, e arrivano fino alla singola cellula dove, per diffusione, avviene lo scambio di ossigeno e anidride carbonica. 
Le tracheole più piccole arrivano ad avere un diametro dell'ordine di alcuni micron e formano una rete capillare dinamica e fortemente anastomizzata che interessa tutte le parti del corpo, garantendo il rifornimento di ossigeno a tutti i tessuti. Il sistema respiratorio degli insetti emula pertanto, sotto l'aspetto funzionale e anatomico, la rete capillare sanguigna dei Vertebrati. Infatti possono essere generate anche reti di capillari di neoformazione quando un tessuto o un organo richiede contestualmente un notevole apporto di ossigeno. 
A differenza delle trachee, la cuticola delle tracheole non viene rinnovata con la muta.

## Organi respiratori degli insetti acquatici
Gli insetti acquatici propriamente detti sono generalmente privi di stigmi (apneusti) e utilizzano l'ossigeno disciolto nell'acqua servendosi di organi respiratori diversi secondo le specie. Questi organi, in generale tipici di stadi giovanili, quando sono presenti, sono riconducibili ai seguenti tipi:
- Tracheobranchie o branchie tracheali: sono espansioni del tegumento, dalla cuticola piuttosto sottile, dislocate in varie parti del corpo e attraversate da una ricca rete di tracheole.
- Branchie spiracolari: sono ottenute da estroflessioni degli spiracoli chiusi e sono attraversate da tracheole.
- Branchie sanguigne: sono espansioni del tegumento non attraversate da tracheole; il loro nome si deve al fatto che il trasportatore dell'ossigeno è in questo caso l'emolinfa. Funzioni relativamente simili sono assolte dall'emolinfa negli insetti che attuano la respirazione attraverso il tegumento in assenza di organi specifici.

## Sacchi aerei
I sacchi aerei sono dilatazioni delle trachee, prive di tenidi, che possono occupare anche una parte considerevole del corpo. La funzione principale è quella di costituire delle riserve d'aria, ceduta gradualmente quando i tessuti richiedono ossigeno. Tuttavia i sacchi aerei possono svolgere anche funzioni collaterali o alternative, diventando organi di regolazione aerostatica o idrostatica, organi di risonanza acustica, ecc. 
Per vedere sacchi aerei con una sezione dell'insetto è necessario eseguire il sezionamento immersi nell'acqua, solo così i sacchi aerei rimangono gonfi di aria e quindi visibili. In alcune larve di insetti all'inizio del loro sviluppo quando il diametro del corpo del "bruco" è inferiore al millimetro e la cuticola che riveste l'animale è ancora trasparente, è visibile tutto l'apparato di trachee, tracheale fino ai sacchi aerei, È possibile vedere il funzionamento dell'intero apparato respiratorio con gli stomi che si aprono e chiudono in successione.

## La respirazione negli insetti
La respirazione degli insetti procede con meccanismi differenti da quella dei Vertebrati. In particolare l'elemento differenziale di maggiore rilevanza è nella dinamica dell'assunzione dell'ossigeno e dell'eliminazione dell'anidride carbonica; in sostanza, negli Insetti si assiste ad una minore dipendenza del funzionamento dell'organismo dal ritmo respiratorio. Dopo l'inspirazione, gli insetti chiudono gli stigmi e l'aria si diffonde attraverso la rete tracheale. L'inspirazione è controllata dai gangli della catena ventrale, in particolare quelli addominali, che agiscono in risposta alla dinamica del rapporto fra il tenore in ossigeno e quello in anidride carbonica. L'espirazione è attiva e non si alterna necessariamente, come avviene nei Vertebrati, all'inspirazione, in quanto può seguire l'inspirazione anche dopo diverse ore. Una parte dell'anidride carbonica è inoltre eliminata attraverso il tegumento in corrispondenza delle membrane intersegmentali e delle articolazioni.
La chiusura degli stigmi è un requisito fondamentale per la protezione dell'insetto dall'evaporazione: l'apertura degli stigmi è infatti regolata anche in funzione dell'umidità ambientale. Non meno importante è il ruolo svolto nella protezione dagli insetticidi che agiscono per asfissia.

### Respirazione in ambiente acquatico
In funzione dei meccanismi di respirazione, gli insetti si distinguono in acquaioli e acquatici. 
Sono Insetti acquaioli quelli che, pur vivendo in ambiente acquatico, hanno una respirazione di tipo terrestre. Questi insetti ricorrono a meccanismi di varia natura che in sostanza prevedono la possibilità di costituire una riserva d'aria in grado di garantire un margine di autonomia. Questi insetti si riforniscono periodicamente d'aria attingendola dalla superficie oppure dalle bolle di ossigeno emesse dalle piante acquatiche. La riserva può essere costituita all'interno del corpo, sfruttando ad esempio i sacchi aerei, oppure all'esterno, trattenendo un velo d'aria per mezzo di una peluria idrofuga. Un meccanismo singolare è quello sfruttato da alcuni insetti che, pur restando sommersi, respirano comunicando con la superficie per mezzo di appendici (ad esempio, le antenne). In questi casi l'insetto si comporta come un palombaro o un nuotatore subacqueo che usa il boccaglio: le antenne garantiscono una continuità fra l'aria in superficie e il velo che avvolge il corpo dell'insetto, comprese le antenne. 
Sono invece Insetti acquatici quelli che hanno una respirazione di tipo branchiale.

### Respirazione degli endoparassiti
I meccanismi di respirazione degli endoparassitoidi emulano quelli adottati dagli insetti che vivono in ambiente acquatico. Anche qui si possono distinguere forme che adottano una respirazione di tipo tegumentale, sfruttando l'ossigeno contenuto nell'emolinfa dell'ospite, e forme che adottano una respirazione di tipo terrestre in quanto dotate di spiracoli tracheali. In quest'ultimo caso ricorrono ad accorgimenti che permettono all'endoparassita di comunicare direttamente con l'esterno oppure di collegarsi al sistema tracheale dell'ospite.
Meccanismi particolari, infine, si riscontrano negli insetti che vivono immersi in particolari substrati e, in generale, prevedono il ricorso a strutture di collegamento con l'esterno.